# Culex nigripalpus
Culex nigripalpus är en tvåvingeart som beskrevs av Theobald 1901. Culex nigripalpus ingår i släktet Culex och familjen stickmyggor. Inga underarter finns listade i Catalogue of Life.